# LAC Quelle
Das Leichtathletikcentrum Quelle Fürth (LAC Quelle) ist ein Leichtathletikverein in Fürth, der dem TV Fürth 1860 angehört. Der Verein ist einer der erfolgreichsten Leichtathletikvereine Bayerns und zählt deutschlandweit zu den Spitzenvereinen.

## Geschichte

### Gründung 1969
Am 10. November 1969 wurde die Leichtathletikabteilung des TV Fürth 1860 in Leichtathletik Club Quelle im TV Fürth 1860 (kurz LAC Quelle Fürth) umbenannt. Dies geschah, um sich für die Unterstützung durch den damaligen Inhaber der Firma Quelle, Gustav Schickedanz, zu bedanken.

### 1970er Jahre
Anfang der 1970er Jahre waren besonders die Geher (z. B. Bernd Kannenberg) sportlich erfolgreich.
1978 wurde der LAC mit seinen sportlichen Erfolgen der erfolgreichste Sportverein Deutschlands.

### 1980er Jahre
Anfang der 1980er Jahre holte sich der LAC v. a. bei Crossmeisterschaften viele Siege und errang bereits 1982 seinen 20. Crosstitel.
Patriz Ilg gewann bei den Leichtathletik-Weltmeisterschaften 1983 in Helsinki über 3000 Meter Hindernis und 1985 beim Europacup in Moskau den 5000-Meter-Lauf.
Christian Haas war der erfolgreichste Sprinter des Vereins. In den 1980ern dominierte er fast ununterbrochen bei den Deutschen Meisterschaften im 100-Meter-Lauf als Titelträger. Sportlicher Höhepunkt war 1983 der 6. Platz bei den Weltmeisterschaften in Helsinki. In diesem Jahr stellte er auch mit 10,16 s einen deutschen Rekord auf. Über 200 Meter hat er 20,46 s zu Buche stehen. Viele weitere internationale Einsätze über Jahre hinweg gab es mit der 4-mal-100-Meter-Sprintstaffel des DLV. Mit dieser erreichte er bei den Olympischen Spielen 1988 in Seoul Platz 6.
Die Kugelstoßerin Claudia Losch gehörte lange Zeit zu den Aushängeschildern des Vereins und gewann als Vereinsmitglied von 1983 bis 1986 sowie von 1989 bis 1991 jeweils bei den Deutschen Meisterschaften. Zudem wurde sie 1984 Olympiasiegerin.

### 1990er Jahre
Unter dem Namen LAC Quelle Fürth/München 1860 war das LAC Quelle ab 1992 die Leichtathletik-Startgemeinschaft zwischen dem TV Fürth 1860 und dem TSV 1860 München.
1993 holte sich diese neue Leichtathletik-Gemeinschaft den ersten Deutschen Meistertitel. Bernhard Zintl wurde im Stabhochsprung bei den Deutschen Hallenmeisterschaften Deutscher Meister, weitere Titel folgten.

### Seit 2000
Zu großen Talenten des Vereins zählten die Mittelstreckler René Bauschinger (U20-Europameister) und Julia Hiller (7. der U20-Weltmeisterschaften 2006 in Peking), Anne Kesselring (mehrfache Deutsche Jugend- und Juniorenmeisterin, mehrfache Finalistin bei U20- und U23-Europa- sowie Weltmeisterschaften), sowie Jannika John (11. der U20-Europameisterschaften 2011 in Tallinn)
Von 2003 bis 2005 gehörte das LAZ Kreis Würzburg der Startgemeinschaft des LAC Quelle an. Ende 2009 wurde die Startgemeinschaft mit dem TSV 1860 München beendet.
Ein großer Umbruch erfolgte durch die Insolvenz des langjährigen Hauptsponsors und Förderers Quelle. Dies betraf sowohl den Verein als auch die Leichtathletik-Abteilung des Münchner Partners, der die ausbleibenden Fördergelder nicht ersetzen konnte und dadurch hochkarätige Trainer und Athleten nicht mehr adäquat unterstützen konnte. Die bekanntesten Abgänge der Münchner waren Verena Sailer, ihr Trainer Valerij Bauer und Christian Blum.

### Seit 2008: Neuausrichtung und Wiederaufschwung
Eine Neuausrichtung der Vereinsstruktur weg vom nicht mehr finanziell tragbaren professionellen (Hoch-)Leistungssportverein hin zum Nachwuchs-Förderzentrum trug volle Früchte. Die Konzentration auf die eigene Jugendarbeit machte sich bezahlt, zudem schlossen sich wieder regionale und überregionale Talente dem Verein an. Mit Mitku Seboka (10.000 m 2015) und Anne Kesselring (800 m 2012) konnten neben Titeln in den Junioren- und Jugendaltersklassen erstmals seid Verena Sailer wieder Deutsche Meistertitel bei den Aktiven gewonnen werden.
Leistungsträger des Traditionsvereins sind derzeit Amelie-Sophie Lederer (U23-Europameisterin 4 × 100 m 2015), Katharina Winkler (Deutsche Schülermeisterin Blockmehrkampf 2011 und weitere folgende Jugend-DM Medaillen bis 2015), Konstantin Wedel (U23-EM Teilnehmer, Medaillengewinner bei Cross-DM), Mitku Seboka (Deutscher Meister 10.000 m 2015), Anne Kesselring (Deutsche Meisterin 800 m 2012), Jamie Williamson (Deutscher Jugendmeister 800 und 1500 m 2014 & 2015) und Julia Hiller (Deutsche Meisterin 3000 m Hindernis 2007).

## Mitglieder
Zwei Sportler des Vereins wurden Olympiasieger: Bernd Kannenberg gewann bei den 1972 in München im 50-km-Gehen (Weltrekord mit 3:52:44,6 h), Claudia Losch siegte 1984 in Los Angeles im Kugelstoßen.
Eva Wilms stellte 1977 einen neuen Weltrekord im Fünfkampf auf.
Große internationale Erfolge feierte in den 1980er Jahren auch Patriz Ilg (Weltmeister 1983 in Helsinki über 3000 Meter Hindernis, mehrfacher Europameister).
Weitere bekannte Sportler, die für den Verein aktiv waren, sind unter anderem Birgit Clarius, Karin Ertl, Claudia Gesell, Christian Haas, Horst Haßlinger, Christoph Herle, Julia Hiller, Anne Kesselring, Amelie-Sophie Lederer, Nico Motchebon, Klaus-Peter Nabein, Beatrix Philipp, Verena Sailer, Florian Schwarthoff, Susen Tiedtke und Christian Zirkelbach.